# Mario Farneti
Mario Farneti (Gubbio, 19 gennaio 1950) è uno scrittore e giornalista italiano, dedito soprattutto alla narrativa di genere fantastico e ucronico.

## Biografia
Dal 1961 al 1983 visse a Fano, nelle Marche, dove fu tra i fondatori, agli inizi degli anni settanta, di una delle prime televisioni libere in Italia, Tele Fano, cui si aggiunse in seguito Radio Fano.
Laureato in Scienze politiche a Urbino, dalla fine degli anni ottanta fino a circa la metà dei novanta lavorò come caporedattore presso l'agenzia giornalistica Pressitalia di Roma, città in cui vive dal 1983.
Dal 1994 al 2015 fu responsabile della videoteca presso il Centro Televisivo Vaticano.
Dall'inizio degli anni novanta ha pubblicato vari saggi sulle tradizioni della sua città natale e ha realizzato documentari televisivi tra cui Canto d'Iride sulla vita e le opere del maestro della maiolica rinascimentale Mastro Giorgio Andreoli.
Nel 1989 e nel 1991 si classificò ai primi posti al "Premio J.R.R. Tolkien" per la narrativa fantastica.
Assurse alla notorietà letteraria nel 2001 con la pubblicazione del primo romanzo di una trilogia ucronica, Occidente, ambientato in un'Italia fascista nel 1972 che celebrava il cinquantennale dell'ascesa al potere di Mussolini grazie alla neutralità tenuta durante la seconda guerra mondiale; l'opera creò polemiche in ambito letterario essendo stato accusato, in alcuni circoli e convegni, di celebrare il fascismo.
A Occidente fece seguito nel 2005 il secondo romanzo della trilogia, Attacco all'Occidente, che vinse la prima edizione del premio di narrativa fantastica "Le ali della Fantasia".
La trilogia si completò con Nuovo impero d'Occidente, uscito all'inizio del 2006.
A novembre 2009 pubblicò un nuovo romanzo ucronico dal titolo Imperium Solis, narrante la storia di un imperatore Giuliano sopravvissuto alla battaglia contro i Parti nel 363, fuggito in Hibernia (l'isola d'Irlanda) e, insieme a un suo fedelissimo amico comandante di una legione, da lì salpato per l'oltre-Atlantico alfine colonizzando le Americhe mille anni prima di Cristoforo Colombo fondando un nuovo potente impero.
Tra il 2011 e il 2013 collaborò con un racconto ciascuno a tre antologie ucroniche e distopiche curate da Gianfranco de Turris per Bietti, Altri Risorgimenti. L'Italia che non fu (1841-1870) (2011), Apocalissi 2012. 24 variazioni su una possibile fine del mondo (2012) e Cronache del Neocarbonifero. Italia sommersa 2027-2701 (2013).
Ancora per de Turris, nel 2016, contribuì con un racconto all'antologia Il libro dei gatti immaginari (Jouvence).

## Opere
- Mario Farneti, Occidente (racconto), in Gianfranco de Turris (a cura di), Fantafascismo!: storie dell'Italia ucronica, Roma, Settimo Sigillo, 2000.
- Occidente, Milano, Editrice Nord, 2001, ISBN 88-429-1172-0.
- Attacco all'Occidente, Milano, Editrice Nord, 2002, ISBN 88-429-1229-8.
- Mario Farneti, Il fondatore, in Gianfranco de Turris (a cura di), Se l'Italia. Manuale di storia alternativa da Romolo a Berlusconi, Firenze, Vallecchi, 2005, ISBN 8884270162.
- Nuovo impero d'Occidente, Milano, Editrice Nord, 2006, ISBN 88-429-1420-7.
- Imperium Solis, Milano, Editrice Nord, 2009, ISBN 88-429-1638-2.
- Mario Farneti, Jubilaeum Luciferi, in Gianfranco de Turris (a cura di), Altri Risorgimenti. L'Italia che non fu (1841-1870), Milano, Bietti, 2011, ISBN 8882482383.
- Mario Farneti, Niche, in Gianfranco de Turris (a cura di), Apocalissi 2012. 24 variazioni su una possibile fine del mondo, Milano, Bietti, 2012, ISBN 8882482553.
- Mario Farneti, Mechanè, in Gianfranco de Turris (a cura di), Cronache dal Neocarbonifero. Italia sommersa (2027-2701), Milano, Bietti, 2013, ISBN 8882483045.
- Mario Farneti, Scontro finale, in Gianfranco de Turris (a cura di), Il libro dei gatti immaginari, Milano, Jouvence, 2016, ISBN 8878015547.